# Uroctea durandi
Espèce
Synonymes
- Clotho durandi Latreille, 1809
- Uroctea 5-maculata Dufour, 1820
- Clotho gondotii Walckenaer, 1837
- Clotho cycacea C. L. Koch, 1843
- Clotho goudotii C. L. Koch, 1843
- Clotho guttata C. L. Koch, 1843
- Clotho stellata C. L. Koch, 1843
- Clotho anthracina C. L. Koch, 1847

Uroctea durandi, l'araignée Clotho, est une espèce d'araignées aranéomorphes de la famille des Oecobiidae.

## Étymologie
Son nom d’araignée « Clotho », ou le genre Clotho dans lequel elle était autrefois classée, fait référence à la première des trois Moires, la Fileuse, qui fabriquait le fil de la vie avec son rouet. Les Moires étaient les divinités du Destin de la mythologie grecque, correspondant aux Parques de la mythologie romaine.

## Description
On la reconnaît à ses pattes recourbées vers l’arrière, de couleur brun clair, à son abdomen un peu losangique, gris foncé avec cinq taches claires jaune pâle et des filières incurvées très saillantes (Fig. 2). Son céphalothorax est arrondi et brun. Elle est de taille moyenne, 9-16 mm pour la femelle, 6-10 mm pour le mâle,.

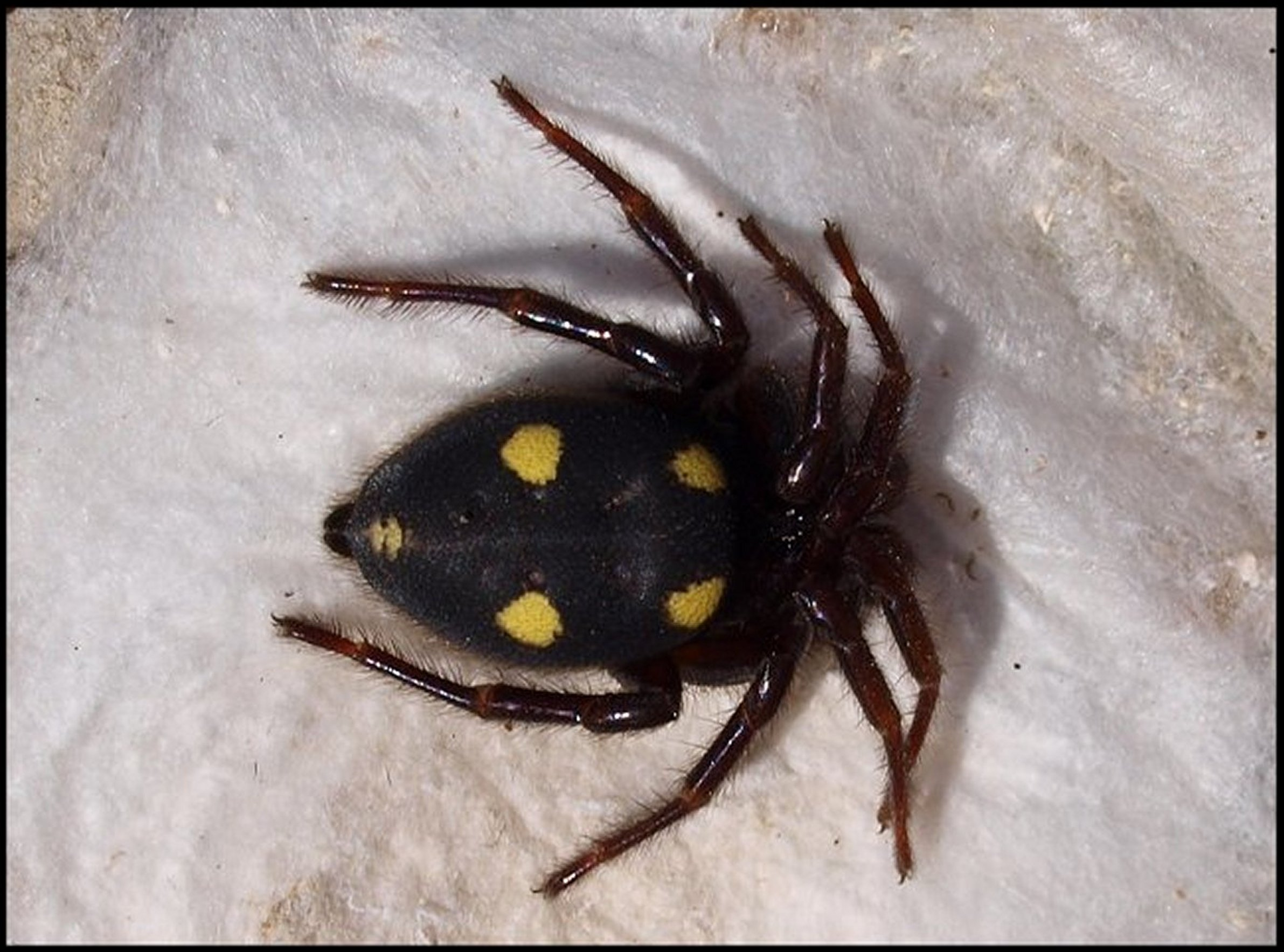
Fig.1 - Uroctea durandi, femelle dans sa toile ouverte. Vue dorsale. Sous une pierre, dans la garrigue de Cazo (Saint-Chinianais, Hérault, Occitanie).

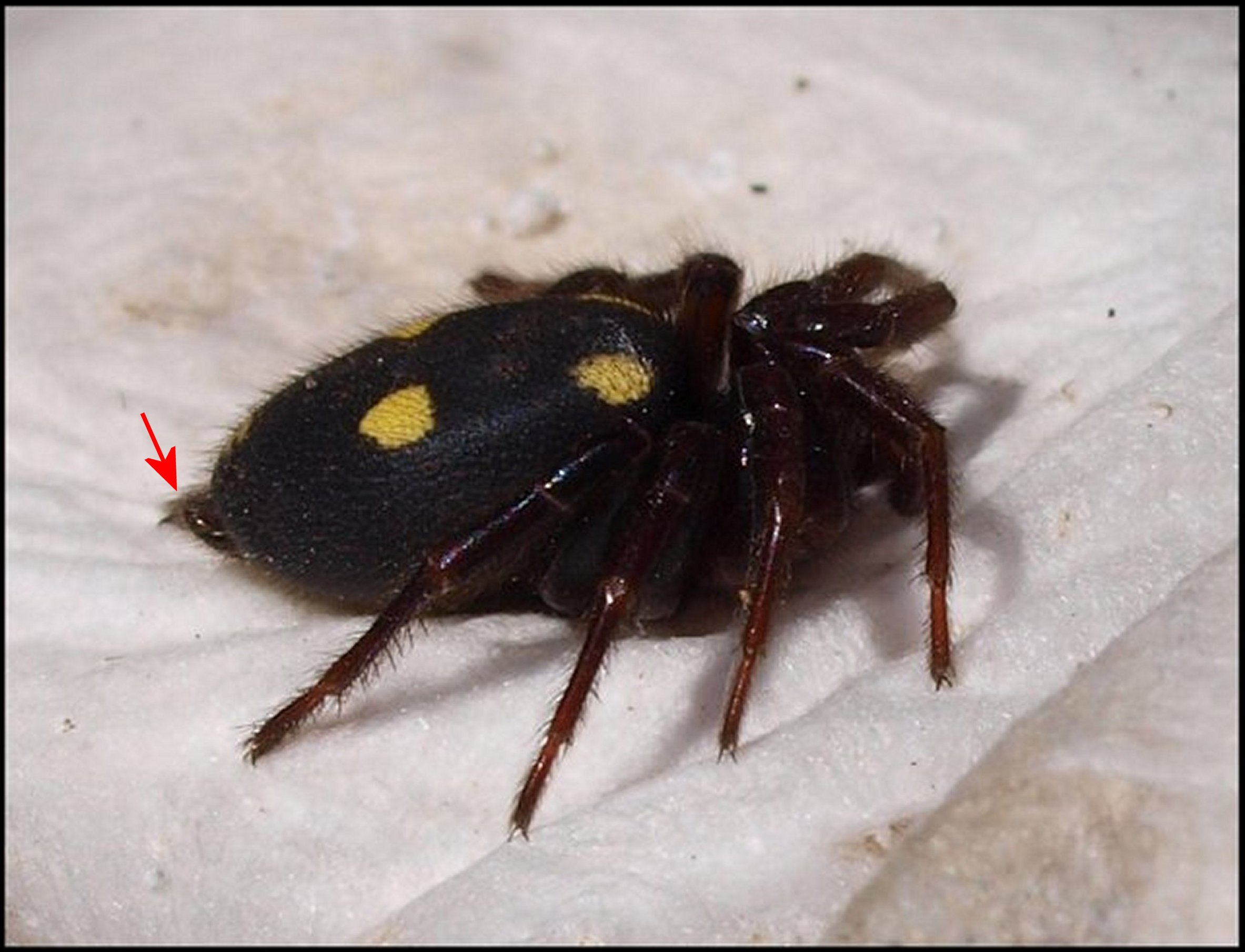
Fig.2 - Uroctea durandi, même femelle dans sa toile ouverte. Vue dorso-latérale droite. Flèche rouge : filières.

## Anatomie interne
L'Uroctée, comme les autres Araignées, est pourvue de glandes segmentaires, certaines très développées notamment à la base du rostre et sur le bord du pharynx, cette dernière localisation correspondant au prétendu organe du "goût" de Millot, qui, en fait, n'est pas gustatif, donc non nerveux, mais sécrétant (Fig.5,6).

## Toile
Uroctea durandi construit une toile également caractéristique décrite en détail par Fabre (1905) et par Berland (1932) qui la compare à une "tente marabout" aplatie. Cet édifice  est le plus souvent suspendu sous la face inférieure de pierres plates, généralement calcaires. En forme de tente arrondie ou ovale, de 5-6 cm de diamètre, il présente une base plane, tournée vers la roche, et une voûte en dôme inversé s'orientant vers le sol. Constitué par au moins trois couches superposées de soie blanche et opaque entre lesquelles s'abrite l'Araignée, il est fixé par des tendeurs répartis sur son pourtour en y ménageant des ouvertures arrondies. De plus, des fils d'"avertissement" se détachent de cet habitacle original, contournent le bord de la pierre et vont s'insérer sur la face supérieure pour y détecter la présence de proies. Les restes de ces dernières (Fourmis, petits Coléoptères, Diplopodes Iulides) et des mues de l' Uroctée sont  régulièrement présents sur le dôme. Dans la garrigue languedocienne (Biterrois, Occitanie) dont l'Uroctée est une espèce "emblématique", il a été trouvé (Lopez,1983) sur des centaines de toiles, d'autres débris divers souvent inattendus et que l'on peut considérer, avec certains auteurs, comme autant de "lests" maintenant la convexité : débris végétaux (feuilles de Quercus ilex et Quercus coccifera), coquilles vides de Gastéropodes lapilicoles (Pupa, Clausilia), mues, excréments de chenilles et chrysalides (Lasiocampidae) surtout dans le cas d'Uroctea immatures, petites plumes d'oiseaux, fragments anthropiques de papier....montrant que l'Uroctée est une remarquable opportuniste dans le choix des matériaux pour l'aménagement et le lestage de sa toile.

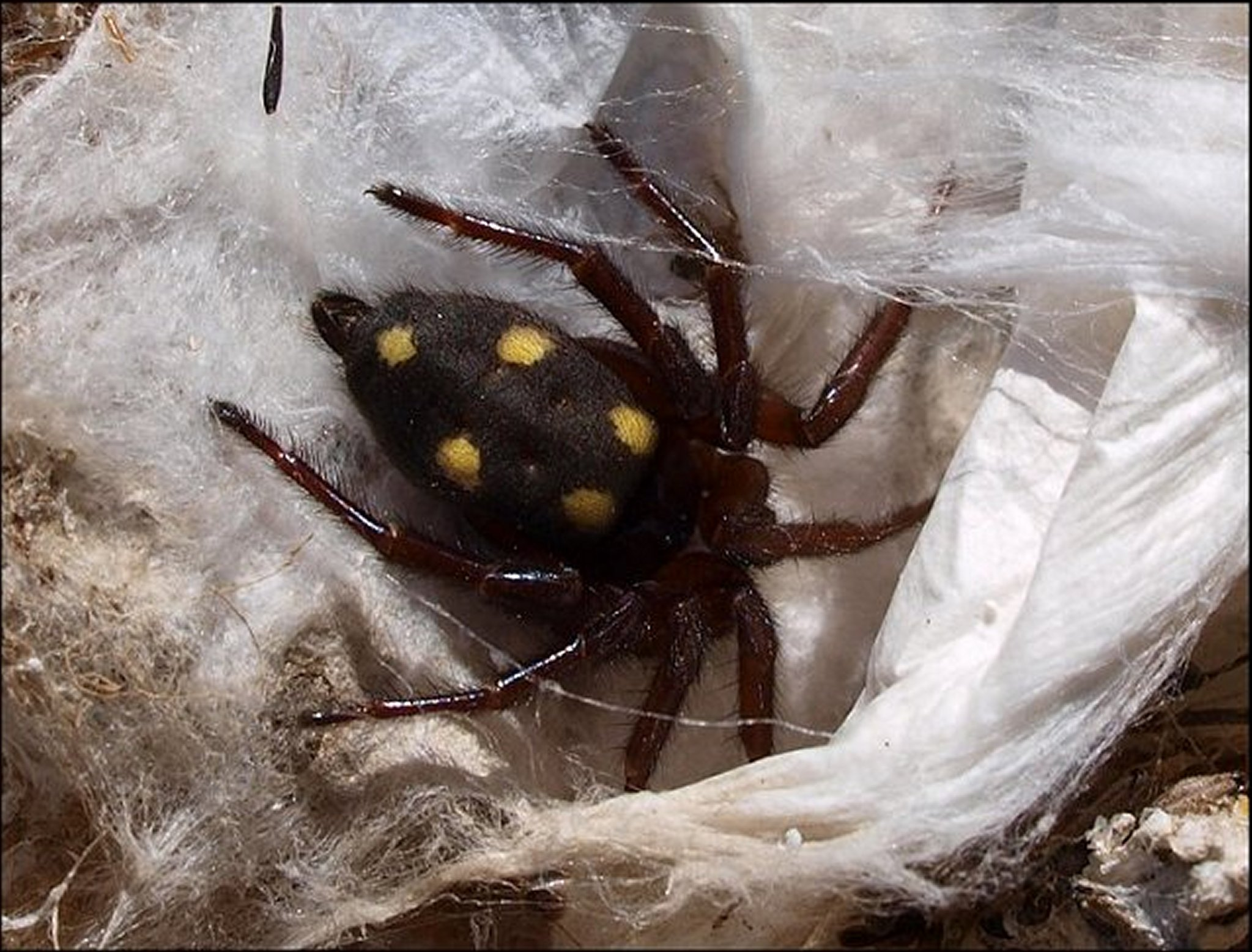
Fig.3 - Autre Uroctea durandi dans sa toile ouverte montrant les différentes couches de soie. Même biotope.

Qui plus est, une étrange particularité inédite a  été découverte une vingtaine de fois (Saint Chinianais) par A.Lopez (1973,1983) dans le cas de grosses toiles habitées par des Uroctea femelles adultes : la présence de petites structures étrangères au nombre de 2 à 5, en forme de tonnelet ridé, fixées sur la pierre, sous la face plane de la toile, construites avec de l' argile rouge de décalcification et contenant...de petites Araignées, certaines encore vivantes mais paralysées et amputées de leurs pattes, ainsi que des larves et pupes d'Hyménoptères. Appartenant à diverses familles (Drassidae, Clubionidae, Salticidae), ces proies elles avaient été sans aucun doute capturées, paralysées et entreposées en cellules d' argile par des Pompilides Agenia ou Deuteragenia sp.,. Il semblerait que ces Hyménoptères choisissent la toile d'Uro ctée soit comme abri protecteur "douillet"  pour leurs larves et les proies emmagasinées, soit parce qu'il leur procure un microclimat favorable. Une telle cohabitation n'est d'ailleurs pas sans risques pour le Pompilide puisque Jeannin (1975), étudiant le régime alimentaire d'Uroctea dans une autre partie de l' Hérault, y a constaté, non sans surprise, une Agenia parmi les débris de proies.

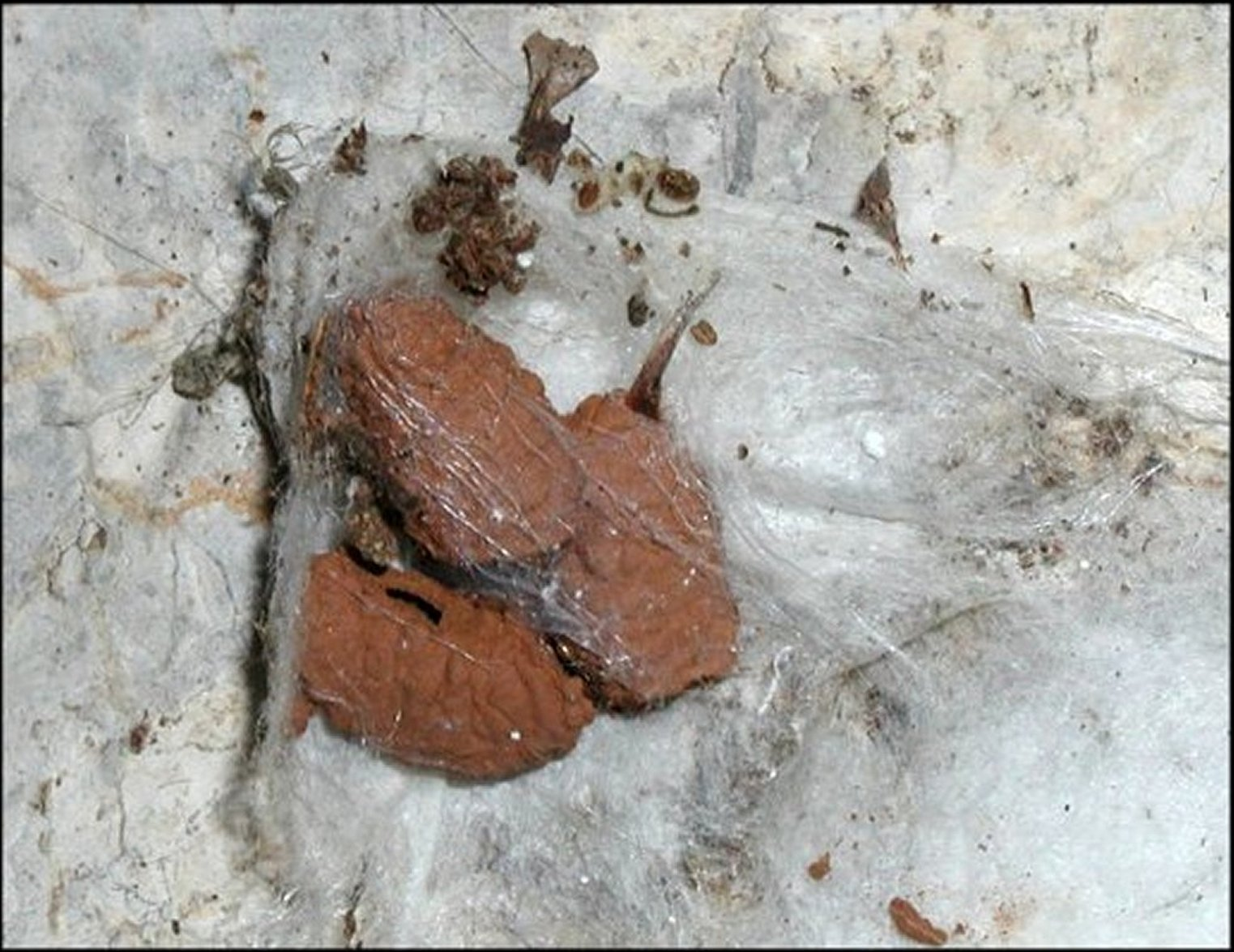
Fig.4 - Cellules d' Hyménoptère Pompilide sous une toile d' Uroctée, dans la garrigue de Cazo (Saint-Chinianais, Hérault, Occitanie).

## Reproduction
C’est dans la toile que sont pondus les œufs gardés par la femelle. Les petits se dispersent par la technique du ballooning. 

## Distribution
Cette espèce se rencontre dans le bassin méditerranéen.

## Publication originale
- Latreille, 1809 : Genera crustaceorum et insectorum. Paris, vol. 4, p. 370-371 (texte intégral).